# Wassil Boschikow
Wassil Boschikow (bulgarisch Васил Божиков, wiss. Transliteration: Vasil Božikov; * 2. Juni 1988 in Goze Deltschew) ist ein bulgarischer Fußballspieler.

## Karriere

### Verein
Boschikow durchlief die Nachwuchsabteilungen der Vereine FC Pirin Goze Deltschew und Botew Plowdiw. Seine Profikarriere startete er 2006 bei OFK Gigant Saedinenie. Nachdem er in der Zeit von 2008 bis 2011 für Minjor Pernik aktiv gewesen war, wechselte er 2012 zu Litex Lowetsch.
Zur Saison 2015/16 wechselte er in die türkische Süper Lig zu Kasımpaşa Istanbul. Nach zwei Spielzeiten für die Istanbuler wechselte Boschikow zu slowakischen Verein ŠK Slovan Bratislava.

### Nationalmannschaft
2009 absolvierte Boschikow sechs Einsätze für die bulgarische U-21-Nationalmannschaft.
Im März 2016 debütierte Boschikow für die bulgarische Nationalmannschaft.